# Lanjazat
Landjazat là một đô thị thuộc tỉnh Ararat, Armenia. Dân số ước tính năm 2011 là 1369 người. Đô thị này thuộc vùng đô thị Yerevan.